# Rue Saint-Nicolas (Namur)
La rue Saint-Nicolas est une voie de circulation urbaine se trouvant au cœur de la partie ancienne de la ville de Namur, en Belgique. Hors de l’ancienne troisième enceinte de Namur ce quartier est aujourd’hui appelé quartier des Casernes. 

## Description
Partant de la place de l’Ilon et aboutissant à la place de l'École des Cadets, la rue est longue de quelque 350 mètres. Bien qu’étroite elle assume un trafic automobile relativement important (à sens unique), dont deux lignes urbaines de bus TEC. Les trottoirs sont réduits et les maisons qui la bordent sont anciennes et modestes, beaucoup ayant gardé un caractère mosan (pierre bleue des encadrements des portes et fenêtres). Les nombreuses vitrines délaissées suggèrent un passé commercial révolu. Derrière la rue Saint-Nicolas, et en bordure des maisons de la rue des Tanneries (qui lui est à peu près parallèle), coulait le Houyoux qui est aujourd’hui complètement voûté.
Ancien cœur d’un quartier resté très populaire les cafés et bars y étaient nombreux. Certaines enseignes y sont encore apparentes. Jusqu'à la fin des années 1970 la rue était connue pour ses établissements de prostitution. Un groupe de maisons en voie de taudification fut racheté dans les années 1990 et, après rénovation, un hôtel de standing - Les Tanneurs - y fut ouvert en 1995 en y intégrant L’espièglerie, un ancien bar devenant restaurant. Ce fut une étape importante sur la voie de la réhabilitation du quartier Saint-Nicolas. 

## Patrimoine

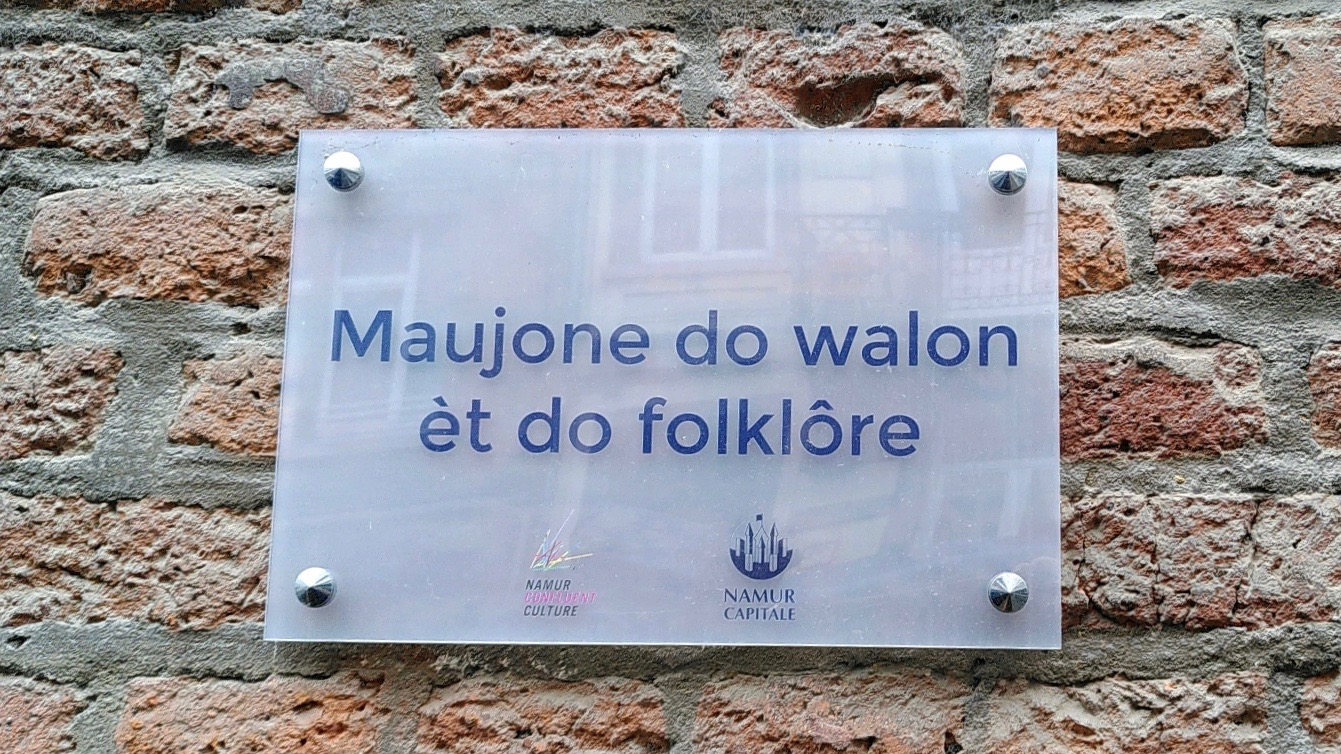
Plaque apposée sur la façade du no 24, où se situe la Maujone do walon èt do folklôre.

- L’église d’Harscamp, anciennement église des pères récollets, devenue un espace culturel et théâtre d’art nouveau (La Nef, 2 rue Saint-Nicolas).
- La Maujone do walon èt do folklôre (rue Saint-Nicolas 24), siège des échasseurs de Namur, de la Royale Moncrabeau et des Rèlîs Namurwès.
- L’église Saint-Nicolas, paroisse catholique (121 rue Saint-Nicolas) est au centre de la rue. Datant du XIIe siècle, la paroisse donna son nom à la rue et au quartier. La maison paroissiale se trouve au coin de la rue Ponty.
- Le monument aux morts, se trouvant sur le parvis de l'église Saint-Nicolas - outre les victimes militaires des deux guerres mondiales - rend surtout hommage aux 360 victimes civiles du bombardement de la ville de Namur le 18 août 1944. Visant à détruire le pont du Luxembourg, des avions alliés américains ratent leur objectif et leurs bombes dévastent la partie ouest de Namur, à savoir le quartier Saint-Nicolas. Les dégâts furent considérables et les victimes nombreuses.
- Le Cinex, ancien cinéma devenu centre culturel et bibliothèque publique (84 rue Saint-Nicolas).